# Sindromul Jansky–Bielschowsky
Sindromul Jansky-Bielschowsky este o afecțiune genetică autozomală recesivă extrem de rară, care face parte din familia tulburărilor neuronale degenerative ceroide (NDC). Este cauzată de acumularea de lipopigmente în organism datorită unei deficiențe de tripeptidil peptidază I ca urmare a unei mutații a genei TPP1 .  Simptomele apar între 2 și 4 ani și constau în complicații neurodegenerative tipice: pierderea funcției musculare ( ataxie ), convulsii rezistente la medicație ( epilepsie ), apraxie, dezvoltarea tulburărilor musculare ( mioclonus ) și afectarea vederii.  Această formă tardivă a bolii progresează rapid odată ce apar simptomele și se termină în moarte între 8 ani și adolescenți.  Prevalența bolii Jansky-Bielschowsky nu este cunoscută, cu toate acestea NCL afectează aproximativ 1 din 100.000 de persoane din întreaga lume.  Boala Jansky-Bielschowsky este legata de intarziere infantil boala Batten si LINCL     și se află sub umbrela lipofuscinozei neuronale ceroide .  

## Patologie
Majoritatea cazurilor sunt rezultatul mutațiilor din gena TPP1, cu toate acestea mutațiile din genele CLN5, CLN6, CLN8, MFSD8 și PPT1 reprezintă, de asemenea, un număr mic de cazuri.  Aceste mutații au ca rezultat o activitate redusă a enzimelor peptidazei, afectând în special lizozomii, dar alte mutații pot afecta catabolismul proteic în globulele albe din sânge, fibroblaste și viloze corionice .  Funcția redusă a acestor enzime determină o descompunere insuficientă sau incompletă a proteinelor, rezultând în consecință acumularea de lipopigmente în lizozom. Deși acumularea de lipopigmente are loc în întregul corp, neuronii sunt deosebit de vulnerabili la deteriorarea prin agregarea lipopigmentelor; o acumulare omniprezentă în lipopigmente apare la neuroni, concentrată în primul rând în cortexele cerebrale și cerebeloase.  Această acumulare are drept consecință atrofierea în aceste regiuni ale creierului și determină patogeneza semnelor și simptomelor bolii Jansky – Bielschowsky. În prezent, nu este clar ce mecanism în legătură cu activitatea enzimelor este responsabil pentru acumularea de lipoproteine.  

## Diagnostic
Diagnosticul bolii Jansky-Bielschowsky se bazează tot mai mult pe analiza activității enzimelor și testarea genetică moleculară. Treisprezece gene candidate patogene - PPT1, TPP1, CLN3, CLN5, CLN6, MFSD8, CLN8, CTSD, DNAJC5, CTSF, ATP13A2 GRN, KCTD7 - sunt asociate cu dezvoltarea bolii. Pacienții cu boala Jansky-Bielschowsky au, de obicei, până la 50% enzime lizozomale reduse și, prin urmare, un test de activitate enzimatic este un test rapid și ușor de diagnostic. 
Insuficiența vederii este un simptom precoce al bolii Jansky-Bielschowsky, astfel încât un examen ochi este un alt instrument comun de diagnostic. În timpul examenului de ochi, pierderea celulelor din ochi ar indica prezența bolii, cu toate acestea sunt necesare mai multe teste pentru un diagnostic complet. Alte teste diagnostice comune includ: 
- Testul de sânge sau urină: Nivelurile ridicate de dolichol chimic găsite în urină sunt tipice persoanelor cu boală, precum și prezența limfocitelor vacuolate în sânge.
- Prelevarea pielii sau a țesuturilor: Microscopia pielii poate fi utilizată pentru a observa agregarea lipopigmentului.
- Scanare CT sau RMN : vizualizarea creierului ar putea detecta zonele de atrofie cerebrală.

## Tratament
La 27 aprilie 2017, Administrația SUA pentru Alimente și Medicamente a aprobat Brineura ( cerliponază alfa ) ca prim tratament specific pentru NCL. Brineura este terapia de înlocuire a enzimelor fabricată prin tehnologia ADN-ului recombinant . Ingredientul activ în Brineura, cerliponază alfa, este destinat să reducă lent pierderea capacității de mers la pacienții pediatri simptomatici cu vârsta de 3 ani și mai mari, cu lipofuscinoză neuronală ceroidă infantilă tardivă de tip 2 (CLN2), cunoscută și sub denumirea de deficit de tripeptidil peptidază-1 (TPP1). . Brineura este administrată în lichidul cefalorahidian prin perfuzie printr-un rezervor implantat chirurgical și cateter în cap (dispozitiv de acces intraventricular). 

## Eponimie
Este numit după Jan Janský și Max Bielschowsky .  